# Władysław Waghalter
Władysław Waghalter (ur. 1 czerwca 1885 w Warszawie, zm. 20 października 1940 w Berlinie) – polski skrzypek, altowiolista i pianista pochodzenia żydowskiego.

## Życiorys
Pochodził z rodziny żydowskiej osiadłej w Polsce w XVII wieku, był bratem Henryka i Ignacego. Uczył się u Izydora Lotta w Warszawie oraz u Andreasa Mosera i Josepha Joachima w Berlinie. W 1899 roku osiadł w Berlinie, następnie w 1905 roku przeniósł się do Stuttgartu, gdzie został koncertmistrzem kapeli nadwornej. W latach 1912–1923 był koncertmistrzem Deutsches Opernhaus w Charlottenburgu. Występował jako solista i kameralista, był prymariuszem kwartetu smyczkowego. Propagował w Niemczech muzykę polską, w tym dzieła Mieczysława Karłowicza i Karola Szymanowskiego.
Zginął podczas nalotu bombowego na Berlin, trafiony na ulicy odłamkiem.